# Долговский сельсовет (Куртамышский район)
Долго́вский сельсове́т — упразднённое муниципальное образование со статусом сельского поселения в составе Куртамышского района Курганской области России. 
Административный центр — село Долговка.
Законом Курганской области от 12 мая 2021 года № 48 к 24 мая 2021 года упразднён в связи с преобразованием муниципального района в муниципальный округ.

## История
В соответствии с Законом Курганской области от 6 июля 2004 года № 419 сельсовет наделён статусом сельского поселения.

## Население
| 1989 | 2002 | 2010 | 2012 | 2013 | 2014 | 2015 |
| ---- | ---- | ---- | ---- | ---- | ---- | ---- |
| 1019 | ↘873 | ↘607 | ↘563 | ↘529 | ↘503 | ↘494 |
| 2016 | 2017 | 2018 | 2019 | 2020 |      |      |
| ↘472 | ↘459 | ↘443 | ↘426 | ↘408 |      |      |

## Состав сельского поселения
| № | Населённый пункт | Тип населённого пункта       | Население |
| - | ---------------- | ---------------------------- | --------- |
| 1 | Долговка         | село, административный центр | ↘408      |